# Liparis dendrochiloides
Liparis dendrochiloides är en orkidéart som beskrevs av Gunnar Seidenfaden och Leonid Vladimirovitj Averjanov. Liparis dendrochiloides ingår i släktet gulyxnen, och familjen orkidéer. Inga underarter finns listade i Catalogue of Life.